# Curiales
Curiales (latin, afledt af curia, af co + viria, "samling af mænd") var i Romerriget de købmænd, handelsfolk og mellemstore landejere, som tjente i den lokale curia som lokale embedsmænd og decurioner.
Man forventede af curiales, at de stillede midler til rådighed for offentlige byggeprojekter, templer, fester, lege og lokale "velfærdssystemer".